# Johnston-Entscheidung
Die Johnston-Entscheidung ist eine Entscheidung des Europäischen Gerichtshofs zur Gleichberechtigung zwischen Mann und Frau.

## Sachverhalt
Die Klägerin war Polizeibeamtin der Reserve der Royal Ulster Constabulary (RUC). Im Zuge des sich zuspitzenden Nordirland-Konflikts beschloss das Präsidium der RUC mit Billigung des Secretary of State im Jahr 1980, entgegen der sonst im Vereinigten Königreich üblichen Praxis, alle Polizeibeamten zu bewaffnen. Da Frauen als ungeeignet für den Dienst an der Waffe angesehen wurden, wurden alle weiblichen Polizeibeamten aus dem Dienst entlassen. Die Klägerin klagte gegen ihre Entlassung und machte geltend, es handele sich um eine unzulässige Ungleichbehandlung von Mann und Frau. Nach dem innerstaatlichen Recht war jedoch eine Diskriminierung von Mann und Frau, die mit der Aufrechterhaltung der nationalen Sicherheit begründet wurde, jeglicher gerichtlichen Prüfung entzogen. Das Gericht legte deshalb dem Europäischen Gerichtshof die Frage vor, ob dieser generelle Ausschluss der gerichtlichen Prüfung derartiger Entscheidungen mit der EWG-Direktive 76/207 zur Gleichbehandlung von Frauen und Männern vereinbar ist.

## Zusammenfassung des Urteils
Das Gericht entschied, dass sich aus der EWG-Direktive 76/207 zur Gleichbehandlung von Frauen und Männern ein Recht auf wirksame Beschwerde gegen eine Diskriminierung von Mann und Frau ergibt, und dass dieses Recht nicht durch innerstaatliches Recht ausgeschlossen werden darf. Ein Kläger muss in jedem Fall die Möglichkeit haben, sich wegen einer Diskriminierung von Mann und Frau an ein innerstaatliches Gericht zu wenden. Die britische Regierung könne die Direktive nicht so auslegen, dass Akte der nationalen Sicherheit jeder innerstaatlichen Kontrolle entzogen sind.
Weiter entschied das Gericht, dass eine Diskriminierung von Mann und Frau nur unter den besonderen Bedingungen der EWG-Direktive 76/207 möglich ist. Zwar erkannte das Gericht die grundsätzliche Möglichkeit an, bestimmte Positionen innerhalb der Polizei nur mit Männern zu besetzen, falls dies aus Gründen der nationalen Sicherheit geboten ist. Allerdings sah das Gericht im konkreten Fall die Begründung der britischen Regierung, mit der es nur noch Männern den Dienst in der nordirischen Polizei gestattete, als nicht hinreichend für eine Diskriminierung von Mann und Frau an. Eine solche Diskriminierung könne nicht auf Erwägungen gestützt werden, die auf beide Geschlechter gleichermaßen zutreffen, wie die erhöhte Gefahr, einem Anschlag zum Opfer zu fallen, oder eine negative öffentliche Reaktion auf das Auftreten bewaffneter Polizeibeamte.
Ferner stellte das Gericht mit dieser Entscheidung ganz grundsätzlich fest, dass ein Mitgliedsstaat der EWG sich nur unter den engen Voraussetzungen des EWG-Vertrags auf eine Notstandslage berufen darf, die ein Abweichen von den vertraglichen Pflichten innerhalb der EWG erlaubt. Die dort genannten Vorschriften stellen dabei nur eng begrenzte Ausnahmen dar und können nicht weitreichend ausgelegt werden; insbesondere können Vorschriften der EWG nicht mit Verweis auf Belange der öffentlichen Sicherheit allgemein außer Kraft gesetzt werden. Auch ist den Mitgliedsstaaten der EWG mit Inkrafttreten des EWG-Vertrags eine Suspendierung ihrer vertraglichen Pflichten unter Berufung auf völkerrechtliche Notstandsregelungen oder den Grundsatz clausula rebus sic stantibus aus Art. 62 des Wiener Übereinkommens über das Recht der Verträge verwehrt, da dies anderenfalls die Verbindlichkeit und die einheitliche Anwendung des Gemeinschaftsrechts gefährden würde.